# Журко Олекса Іванович
Журко Олексій Іванович (нар. 24.10.1953) — історик, археолог, кандидат історичних наук, краєзнавець. Керівник низки археологічних експедицій, дослідник черняхівської культури. Був одним з дослідників, які виявили «Губинський скарб».

## Біографія
Народився в селі Старий Остропіль Старокостянтинівського району, Хмельницької області в родині селян. Протягом 1961—1971 навчався в Ладигівській середній школі, Старокостянтинівського району. Життєвий вибір обумовила екскурсія до Одеси, з того моменту захотів стати археологом, оскільки змалку зацікавився городищем у селі Губин. З 1971—1975 рр. — навчався на історичному факультеті Кам'янець-Подільського педінституту де з першого курсу потрапив в гурток археології під керівництвом а Іона Ізралійовича. Перше дослідження відбулось у жовтні 1971 року в селі Устя Кам'янець-Подільського району. Після навчання по направленню відпрацював упродовж 1976—1977 навчального року у селі в селі Серби Кодимського району Одеської області вчителем історії та класним керівником. У 1976—1977 та 1979—1981 роках — аспірант-«цільовик» Кам'янець-Подільського пеагогічного інституту в Інституті археології АН УРСР. У 1977—1979 роках служив у Радянській армії. У 1983 році захистив кандидатської дисертації в Інституті археології АН УРСР на тему «Житлові споруди племен черняхівської культури»
Після захисту дисертації був направлений працювати у Запорізький педінститут асистентом і згодом старшим викладачем кафедри історії СРСР і УРСР. Тоді організував перші археологічні дослідження в районі Каховського водосховища.
У 1985 році був змушений переїхати у місто Суми, обранний на посаду доцента кафедри історії СРСР у Сумському державному педінституті ім. А. С. Макаренка. Організував експедиції на черняхівських поселенняхКосівщина, Краснопілля, Великий Бобрик, Піщане.
У 1987—1988 роках стажувався на кафедрі археології в Московському державному університеті ім. М. Ломоносова, в Інституті археології АН СРСР в Москві.
У 1992 році переїхав до Хмельницького, працевлаштувався доцентом кафедри суспільних наук у Хмельницькому обласному інституті вдосконалення вчителів. Організатор всеукраїнських і міжнародних наукових конференцій в Ізяславі (1994), Шепетівці (1995), Хмельницькому (1996), Старокостянтинові (1997). З 2002 року працює доцентом кафедри суспільних наук і мовної підготовки, декан факультету довузівської підготовки Хмельницького університету економіки і підприємництва. У 1997—2003 роках організатор та постійний учасник археологічних розкопок в селі Губин (Старокостянтинівський р-н) та м. Старокостянтинів. Знайшов Губинський скарб.
- 1993—2003 — Голова Хмельницької обласної організації Товариства дослідників Волині.

Автор понад 213 наукових праць, статей з історії, археології, краєзнавства, археологічних звітів. Організатор видання альманаху «Дивокрай» (вийшло 4 номери).
Праці присвячені різним періодам української історії, проблемам економіки краю, методології історії, культурології, краєзнавства Волині

## Відзнаки
- 1999 році став лауреатом премії ім. Якова Гальчевського.
- Його ім'я зазначене в книзі «Сумщина в іменах»[5].

## Основні праці
1. Дивокрай // Науково — краєзнавчий альманах.-Хмельницький .-1995.
2. Курс української історії. Навчальний посібник студентам вузів економічних спеціальностей. — Хмельницький. — 2001.
3. Поселення середини І тис. н. е. в с. Бернашівка на Середньому Дністрі // Археологія.-№ 39.-К.-1982.-с.87-100.(Співавтори І. С. Винокур, В. Д. Баран).
4. Інвестування і відродження Хмельниччини.-Хмельницький, 2003.-12с.(авторський проект).
5. Наука Хмельниччинина шляху з минулого в майбутнє// Хмельниччина в роки становлення і поступу. Всеукраїнська наукова конференція. — Хмельницький.-1997.-С.10-14.
6. І. С. Винокур, О. І. Журко, В. П. Мегей, В. І. Якубовський. Літописний Губин ХІІ-ХІІІ ст. БОЛОХІВСЬКА ЗЕМЛЯ.1997-2003 років. До 800 — річчя Губина.-Київ, Кам'янець — Подільський, Хмельницький, Старокостянтинів.-2004.-205 с.
7. Літописний Губин в світлі археологічних досліджень 1997—1999 // Болохівщина: земля і люди. Стара Синява — Хмельницький — 2000.-с.38-62